# Samsung Life Insurance
Samsung Life Insurance — крупнейшая страховая компания Республики Корея, в основном специализируется на страховании жизни, также предоставляет другие страховые и финансовые услуги. Компания является главной финансовой частью группы Самсунг, в частности является крупнейшим акционером Samsung Electronics.
Компания была основана 24 апреля 1957 года под названием Dongbang Life, в 1963 году вошла в состав чеболя Самсунг. Крупнейшими акционерами являются компании группы Самсунг и члены её высшего руководства.
В списке крупнейших публичных компаний мира Forbes Global 2000 за 2021 год компания заняла 390-е место, в том числе 400-е по размеру выручки, 623-е по чистой прибыли, 136-е по активам и 1368-е по рыночной капитализации. В списке Fortune Global 500 компания оказалась на 416-м месте.
Из 30,6 трлн южнокорейских вон выручки за 2020 год 22,3 трлн составили страховые премии, 7,9 трлн — инвестиционный доход. На страховые выплаты пришлось 21,5 трлн вон расходов. Активы на конец года составили 336 трлн, из них 268 трлн пришлось на инвестиции (60 % в облигации). Сфера деятельности компании включает индивидуальное и групповое страхование жизни, пенсионное и медицинское страхование. Также компания выдаёт кредиты, оказывает депозитарные услуги, управляет трастовыми фондами, производит операции с ценными бумагами и недвижимостью.